# Christchurch (borough)
Christchurch – dawny dystrykt niemetropolitalny w hrabstwie Dorset w Anglii, istniejący w latach 1974–2019, następnie wcielony do nowo utworzonej jednostki unitary authority Bournemouth, Christchurch and Poole. W 2011 roku dystrykt liczył 47 752 mieszkańców.

## Miasta
- Christchurch i Highcliffe

## Civil parishes
- Burton i Hurn[3].